# 31886 Verlisak
31886 Verlisak este o planetă minoră (asteroid) din centura de asteroizi. A fost descoperită pe 29 martie 2000 la Experimental Test Site⁠(d) de Lincoln Near-Earth Asteroid Research. 
Obiectul prezintă o orbită caracterizată de o semiaxă mare de 2,3287844 UAi, o excentricitate de 0,15, o înclinație de 3,61054 ° în raport cu ecliptica.